# Revaskularisation
Revaskularisation (von lateinisch re „wieder“ und vasculum „kleines Gefäß“, auch Revaskularisierung) bezeichnet die Wiederherstellung oder Verbesserung der Durchblutung eines Gewebes.
Dabei kann es sich sowohl um einen physiologischen Vorgang handeln, zum Beispiel das Wiedereinsprossen von Kapillaren in ein Infarktareal, oder um einen interventionellen. Letzterer Fall tritt bei erfolgreicher Durchführung unter anderem nach einer Angioplastie an verengten Gefäßen, einer Bypass-Operation oder operativen Maßnahmen zur Verbesserung der Durchblutung, wie der Pridie-Bohrung am Gelenkknorpel, ein.
Wird ein verschlossenes Gefäß z. B. durch Thrombolyse oder Thrombendarteriektomie wieder (teilweise) durchgängig, spricht man von Rekanalisation oder Rekanalisierung.
Chirurgische Maßnahmen zur Revaskularisation des Herzmuskels bei Angina pectoris, dem Hauptmerkmal der Koronarinsuffizienz, wurden erstmals in der ersten Hälfte des 20. Jahrhunderts (etwa von Claude S. Beck) durchgeführt.